# Locomotiva Bielce
Locomotiva Bielce (rum. Clubul Fotbal Locomotiva Bălți) – mołdawski klub piłkarski z siedzibą w Bielcach.

## Historia
Został założony 10 lipca 1940 roku. W 1946 odrodzony po zakończeniu wojny. Jest najstarszym klubem Mołdawii. W rozgrywkach Mistrzostw Mołdawii występował w niższych ligach. W sezonie 1999/2000 klub startował w Divizia B. Po zajętym czwartym miejscu w następnych sezonach wycofał się z dalszych występów. Dopiero w sezonie 2007/08 ponownie zgłosił się do rozgrywek i debiutował w Divizia A, w której zajął 6. miejsce. W następnym sezonie zajął 3 miejsce.

## Sukcesy
- 3 miejsce w Divizia A: 2008/09
- 1/8 finału Pucharu Mołdawii: 2008/09